# Álvaro Amaro
Álvaro dos Santos Amaro (Coimbra, 25 de maio de 1953) é um político português do Partido Social Democrata (PSD).
Entre 1987 a 1995, foi Secretário de Estado da Agricultura do XI e do XII Governo Constitucional. Em 1995 e em 1999, foi Deputado à Assembleia da República, eleito pelo Círculo Eleitoral da Guarda. Em dezembro de 2001, foi eleito Presidente da Câmara Municipal de Gouveia e de setembro de 2013 até junho de 2019 foi Presidente da Câmara Municipal da Guarda, quando suspendeu o mandato para ser candidato ao Parlamento Europeu na lista do PPD/PSD. Foi deputado ao Parlamento Europeu desde as eleições europeias de 2019 até renunciar ao cargo a 28 de abril de 2023. No parlamento, ele atuou na Comissão de Agricultura e Desenvolvimento Rural. Para além das suas funções nas comissões, fez parte da delegação do parlamento à Assembleia Parlamentar Paritária ACP-UE.
A 27 de abril de 2023, foi condenado, pelo Tribunal Criminal da Guarda (1.ª instância), por prevaricação de titular de cargo político a três meses e meio de prisão, com pena suspensa, condicionada ao pagamento de 25 mil euros, no prazo de um ano, devido a esquema de parcerias público-privadas alegadamente lesivo para as contas do município de Gouveia, entre 2007 e 2011, anos em que foi presidente desta Câmara Municipal. Na sequência desta condenação, e apesar de se afirmar inocente e ter intenção de recorrer da sentença, renunciou ao mandato de eurodeputado a 6 de julho de 2023.